# Schlotheim
Schlotheim è una frazione (Ortsteil) della città tedesca di Nottertal-Heilinger Höhen.

## Storia
Il 31 dicembre 2019 la città di Schlotheim venne fusa con i comuni di Bothenheilingen, Issersheilingen, Kleinwelsbach, Neunheilingen e Obermehler, formando la nuova città di Nottertal-Heilinger Höhen.